# هاینریش ارنست شیرمر
 هاینریش ارنست شیرمر (آلمانی: Heinrich Ernst Schirmer؛ زاده ۲۷ اوت ۱۸۱۴ – درگذشته ۶ دسامبر ۱۸۸۷) یک معمار اهل آلمان بود که بیشتر به‌خاطر آثارش در نروژ شناخته شده است.